# Mirkelam
Fergan Mirkelam (* 20. Mai 1966 in Istanbul), besser bekannt unter seinem Künstlernamen Mirkelam, ist ein türkischer Popmusiker.

## Karriere
Gemeinsam mit dem Sänger Kayahan nahm er in den Jahren 1988 und 1989 jeweils an den türkischen Vorentscheidungen zum Eurovision Song Contest teil.
Mirkelams Debüt-Album aus dem Jahr 1995 wurde sehr erfolgreich, vor allem mit den Singles Tavla, Hatıralar oder Her Gece wurde er einem breiteren Publikum bekannt. In dem Song Her Gece ist der Musiker Tarkan im Hintergrund singend zu hören.
In den 2000er Jahren machte Mirkelam mit Hits wie Unutulmaz, Aşkımsın, Elma Değil Ayva oder Asuman Pansuman weiterhin auf sich aufmerksam.
Im Jahr 2009 entstand das Kollaborations-Album RRDP gemeinsam mit der türkischen Rockband Kargo.
Anfang 2017 wurde das Tributealbum Mirkelam Şarkıları veröffentlicht, welches die bekanntesten Songs von Mirkelam enthält, die von anderen türkischen Musikern gesungen werden. Hierzu zählen unter anderem Gülşen, Teoman, Göksel, Kenan Doğulu, Nil Karaibrahimgil oder Mabel Matiz.

## Diskografie

### Alben
- 1995: Mirkelam
- 1998: Joker
- 2001: Unutulmaz
- 2004: Kalbimde Parmak İzin Var
- 2006: Mutlu Olmak İstiyorum
- 2013: Denizin Arka Yüzü

### Kollaborationen
- 2009: RRDP – Rakın Rol Disko Parti (mit Kargo)

### Singles
| - 1988: Sokak Kedisi (mit Kayahan & İskender Paydaş) - 1989: Ve Melankoli (mit Kayahan, Demet Sağıroğlu & İskender Paydaş) - 1995: Her Gece (Hintergrundstimme: Tarkan) - 1995: Tavla - 1995: Hatıralar - 1998: Ah Bir Joker - 1998: Bağırıyorsam Bir Sebebi Var - 1998: Kaprislisin Sevgilim - 2000: Ankara Marşı - 2000: Bütün Çiçekler Su İster - 2001: Unutulmaz - 2001: Kokoreç - 2001: Tereddüt - 2002: Türkiye Sevgilim - 2003: Inoubliable - 2004: Aşkımsın - 2004: Aşk Garibi | - 2006: Bir Aşk Hikayesi (mit Ayhan Sicimoğlu & Zeynep Özbilen) - 2007: Mutlu Olmak İstiyorum - 2007: Asuman Pansuman - 2007: Elma Değil, Ayva - 2007: Bir Fotoğraf Çekinebilir Miyiz? - 2007: Vay Anasını Sayın Seyirciler - 2007: İstanbul - 2008: Güzel Bir Gün - 2009: Yollar (mit Kargo) - 2011: Nasıl Yani (mit İskender Paydaş & Atiye) - 2013: Kırık Gitarlarla - 2013: Istanbul Beyoğlu - 2014: Hazırım - 2016: İmkansız Aşk (mit Yeşim Salkım) - 2016: Nefretimi Unuttum (mit Asu Maralman) - 2023: Yekte - 2025: En Gerçeği (mit Emre Altuğ) |

Quelle:

## Auszeichnungen
- 1996: Kral Türkiye Müzik Award in der Kategorie Bester Newcomer